# Joseph Ferdinand av Toscana

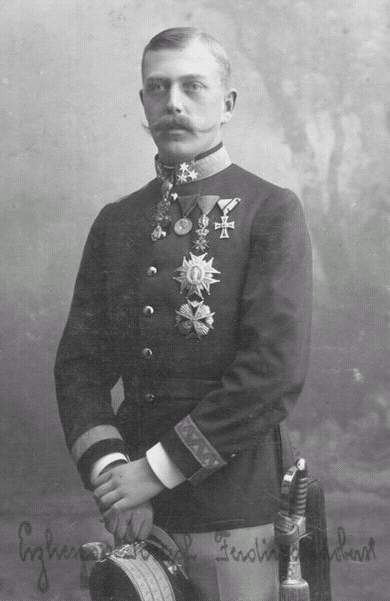
Joseph Ferdinand av Toscana-Österrike

Joseph Ferdinand Salvator storhertig av Toscana och ärkehertig av Österrike, född 24 maj 1872 i Salzburg , död 28 augusti 1942 i Wien, var en österrikisk ärkehertig och militär.
Joseph Ferdinand var son till Ferdinand IV av Toscana, blev 1893 officer vid infanteriet, överste och regementschef 1906, generalmajor 1909, general av infanteriet 1914 och generalöverste 1916. Vid första världskrigets utbrott var Joseph Ferdinand fältmarskalklöjtnant och chef för 3:e infanterifördelningen men utnämndes i september samma år till chef för 4:e armén. Med denna deltog han framgångsrikt i slaget vid Limanova i december samma år samt genombrytningen vid Gorlice-Tarnów 1 maj 1915. 
Han förmådde dock ej motstå Aleksej Brusilovs startade offensiv i juni 1916, varför han entledigades från armébefälet. 1917-18 var Joseph Ferdinand chef för luftstridskrafterna och lämnade den aktiva tjänsten vid fredsslutet. Gift morganatiskt 1921 med Rosa Kaltenbrunner (skilda 1928). Gift 2:a gången morganatiskt 1929 med Gertrud Tomanek (1902-1997). 